# 557 (číslo)
Pět set padesát sedm je přirozené číslo. Následuje po čísle pět set padesát šest a předchází číslu pět set padesát osm. Římskými číslicemi se zapisuje DLVII a řeckými číslicemi φνζ.

## Matematika
557 je:
- Deficientní číslo
- Prvočíslo
- Nešťastné číslo

## Astronomie
- (557) Violetta je planetka hlavního pásu, kterou objevil v roce 1905 Max Wolf

## Roky
- 557
- 557 př. n. l.